# Otto Schirmer (Baumeister)
Otto Schirmer (* 17. Juni 1828 in Köln; † 13. Dezember 1904 in Hinterbrühl) war ein deutsch-österreichischer Architekt und Dombaumeister.

## Leben und Wirken
Schirmer arbeitete ab 1855 bei Vinzenz Statz in Köln und leitete den Bau der Mauritiuskirche. 1862 übersiedelte er nach Linz, wo er die Pläne für den Mariendom ausarbeitete. Nach dem Tod von Statz wurde er 1898 Linzer Dombaumeister.
Schirmer gilt als der eigentliche Begründer der historistischen Sakralarchitektur in Oberösterreich.

## Bauten

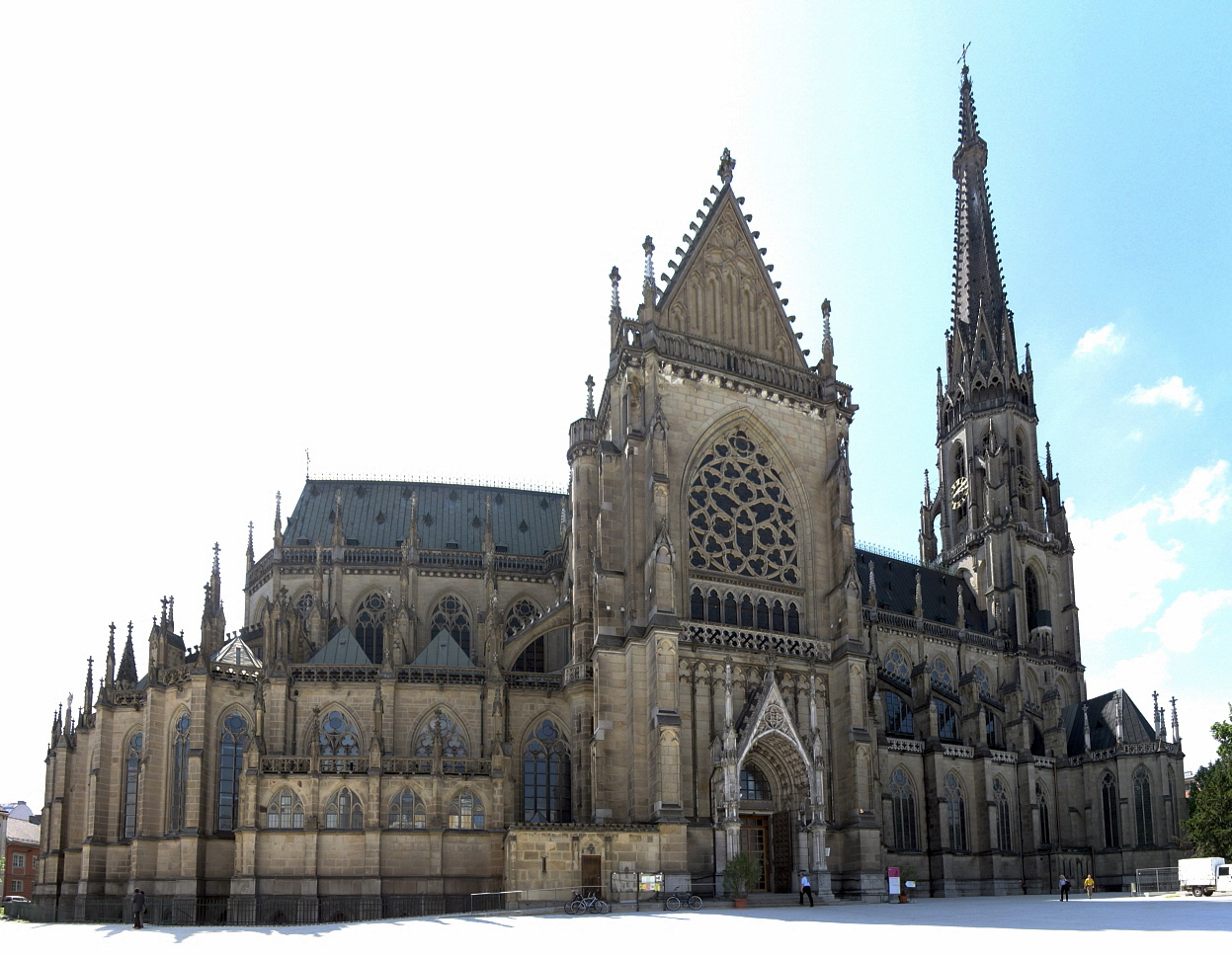
Mariendom Linz

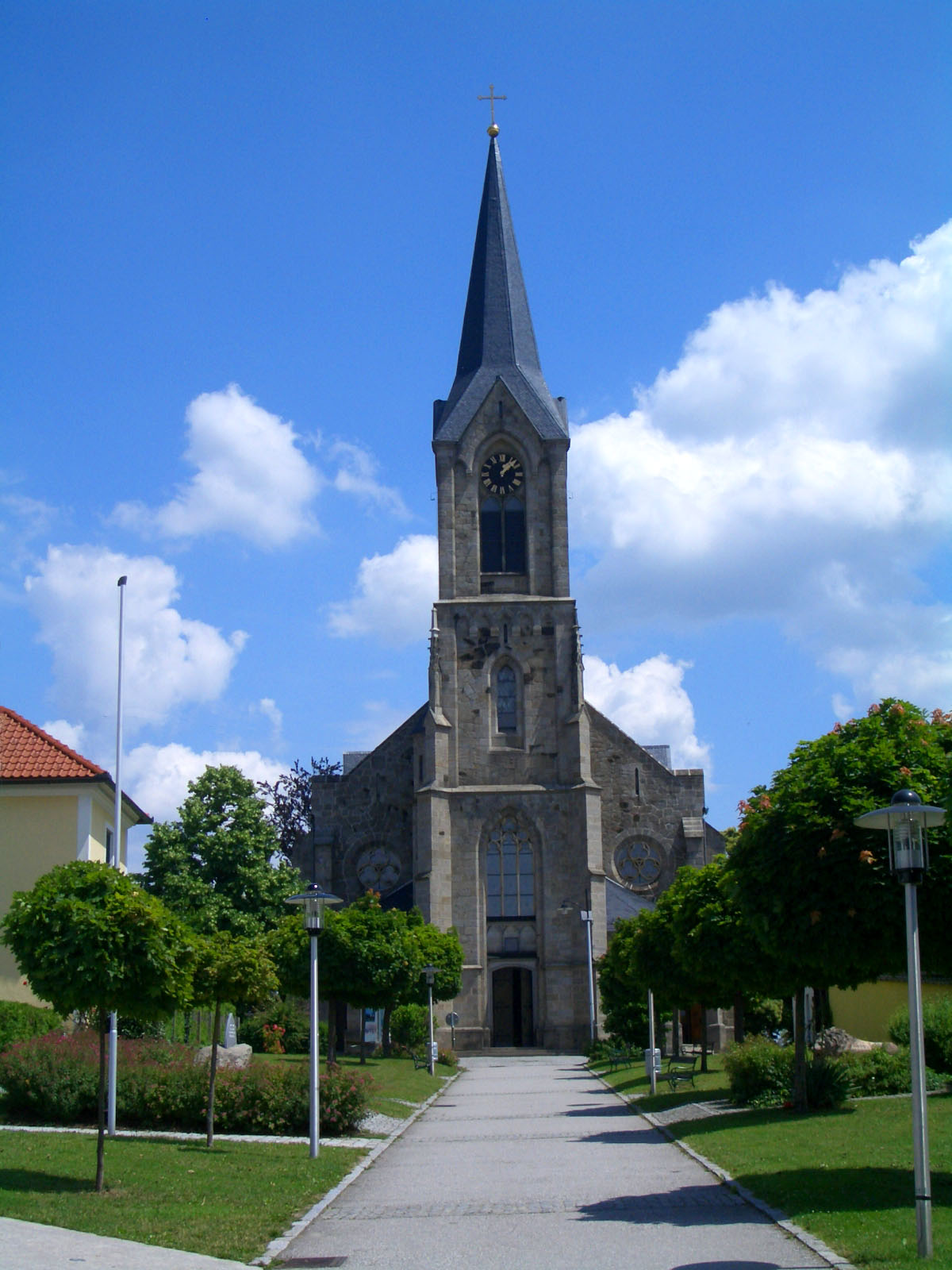
Pfarrkirche Pregarten

- 1855–1862 Mitarbeit am Bau der Mauritiuskirche in Köln nach den Plänen des Architekten Vincenz Statz
- ab 1862 Mitarbeit am Mariä-Empfängnis-Dom in Linz nach den Plänen des Architekten Vincenz Statz
- 1868–1890 Regotisierung der Pfarrkirche in St. Valentin (Niederösterreich)
- 1869–1888 Neubau Katholische Pfarrkirche Bad Hall
- 1884–1886 Gruftkapelle für Schloss Auhof (Perg)
- 1884–1889 Neubau Pfarrkirche Bruckmühl
- ab 1870/1871 Renovierung und Erneuerung der Pfarrkirche Zwettl an der Rodl
- 1875–1877 Umbau der Stadtpfarrkirche Bad Leonfelden
- 1883–1890 Entwürfe zur Renovierung der zweibahnigen Maßwerkfenster der gotischen Pfarrkirche Gramastetten
- 1893–1897 Neubau Pfarrkirche Pregarten
- Domherrenhof in Linz